# Ecuadori rigó
Az ecuadori rigó (Turdus maculirostris) a madarak osztályának verébalakúak (Passeriformes) rendjébe és a rigófélék (Turdidae) családjába tartozó faj.

## Rendszerezése
A fajt Hans von Berlepsch és Władysław Taczanowski írták le 1883-ban, a feketecsőrű rigó (Turdus ignobilis) alfajaként Turdus ignobilis maculirostris néven.

## Előfordulása
Dél-Amerika északnyugati tengerparti részén, Ecuador és Peru területén honos. Természetes élőhelyei a szubtrópusi vagy trópusi síkvidéki és hegyi esőerdők, valamint másodlagos erdők. Állandó, nem vonuló faj.

## Megjelenése
Átlagos testhossza 23 centiméter, testtömege 62-76 gramm.
|  |

## Természetvédelmi helyzete
Az elterjedési területe elég nagy, egyedszáma pedig stabil. A Természetvédelmi Világszövetség Vörös listáján nem fenyegetett fajként szerepel.